# 유해성
유해성(1996년 1월 1일 ~ )는 대한민국의 축구 선수이며 포지션은 공격수이다. 현재 대한민국 K3리그 춘천 시민축구단에서 활약하고 있다.

## 축구인 경력

### 아마추어 시절
평택청담고등학교 졸업한 뒤에 제천순복음대학에 입학했지만, 사정이 여의치 않아 입학 3개월 만에 축구를 접고 한동안 동네에서 아이들에게 축구를 가르치는 일과 아디다스 매장에서 축구화를 비롯한 스포츠 용품을 판매하는 아르바이트를 하며 축구를 접었지만, 2015년 11월 청담고 감독 시절 스승이였던 구대령 감독의 부름을 받고 신생팀이였던 KC대학교 축구부에 입단하며 다시 한번 축구화를 신게 되었으며, 2017년 U리그에서는 9경기에 출전해 2득점 5도움을 기록하였으며, 대학연맹 저학년 대회 3경기 2득점 2도움, 대학연맹 추계 대회에서는 4경기 1득점 2도움을 기록하며 신생팀 KC대학교의 돌풍을 이끌었었으며, 특히 대학 연맹 추계 대회 동아대와의 1차전에서는 1어시스트를 기록하며 3:0 완승을 이끌어냈으며, 명지대와의 3차전에서 후반 막판 극장골을 성공시키며 KC대학교의 40강 토너먼트 진출을 기여했었다.

### 대전 시티즌
2018시즌을 앞두고 대전 시티즌에 자유선발로 입단하였다.
2019시즌 여름 이적시장에서 K3리그의 춘천 시민축구단으로 임대되었다.